# キイロハギ
キイロハギ (学名：Zebrasoma flavescens) は、ニザダイ科に分類される海水魚の一種。体色は明るい黄色で、観賞魚として人気の種である。太平洋のサンゴ礁に生息する。満月の頃に産卵し、藻類を食べ、尾柄には身を守るための白い棘を持つ。

## 分類と名称
1828年にイギリスの博物学者であるエドワード・ターナー・ベネットによって、ハワイ諸島から得られた標本を基に Acanthurus flavescens として記載された。属名はタイプ種であるヒレナガハギの体にあるシマウマのような縞模様を指す。種小名はラテン語で「黄色い」を意味する。
シトクロムcオキシダーゼ1（CO1）遺伝子に基づき、ミトコンドリアDNAのバーコード配列を用いてヒレナガハギ属の系統樹が再構築された。ヒレナガハギ属の中では、ゴマハギが姉妹種である。ヒレナガハギ属はニザダイ科に分類され、従来のスズキ目ではなく、ニザダイ目に分類する場合もある。

## 形態
全長20センチメートル、体幅1 - 2センチメートルに成長する。雄は雌よりも大きい傾向がある。体色は明るい黄色で、夜になるとわずかに薄くなり、中央に水平な白い帯のある目立つ茶色がかった斑点が現れる。日中は急速に明るい黄色に戻る。雌雄は非常によく似ているが、交尾の際に雄は体色を変える。背鰭は5棘と23 - 26軟条から、臀鰭は3棘と19 - 22軟条から成る。尾柄には防御のための白い棘がある。吻は適度に突き出ている。口は小さく、へら状の歯が比較的近い位置に並んでいる。幼魚では上歯が12本、下歯が14本ある。成魚では上歯が18本、下歯が22本ある。

## 分布と生息地
琉球諸島、マリアナ諸島、マーシャル諸島、南鳥島、ウェーク島、ハワイ諸島と、日本からハワイまでの太平洋に分布し、水深2 - 46メートルの浅いサンゴ礁でよく見られる。水温24 - 28℃の熱帯海域を好む。フロリダ州沖から発見されたという報告もある。2008年には地中海のスペイン領海で1匹のキイロハギが撮影されたが、これは飼育個体が放流された可能性が高い。メキシコのリビエラマヤの浅いサンゴ礁で数回目撃されている。日本では南日本の太平洋岸と琉球列島、小笠原諸島から記録がある。

## 生態
通常は単独または小さな群れで見られる。主に草食性であり、糸状藻類を食べる。底生の藻類やその他の海洋植物を食べるほか、ウミガメの甲羅に生えた藻類を取り除く掃除魚としての役割も果たしている。大型魚、サメ、カニ、タコなど多くの天敵が知られる。
産卵は年間を通じて行われるが、ハワイでは満月の頃にピークを迎えるため、何らかの周期性があると考えられている。産卵はペアまたは群れで行われ、受精は体外で行われる。卵は水中に放出され、サンゴ礁に着底した幼魚は親の世話を受けずに成長する。その後、雄は15センチメートル、雌は全長13センチメートルに成長すると藻場に移動する。雄は成長が早く、5歳で全長14センチメートル、10歳で17センチメートルに達し、雌は5歳で13センチメートル、10歳で15センチメートルに達する。10歳ごろに成長は停止し、寿命は40年を超える。

## 人との関わり

### 脅威と保全
国際自然保護連合のレッドリストでは低危険種とされている。輸出禁止措置以前は、ハワイが飼育個体を採取する最も一般的な場所であり、アクアリウム産業向けの個体のうち、最大70％がハワイから供給されていた。分布域の70％以上は、採取や漁獲から保護されている。生息地の破壊の影響も受けており、人間活動による水質汚染、有害な漁業による物理的な損傷や破壊、乱獲、サンゴの採取、シュノーケリングなどがサンゴ礁に損傷を与える可能性がある。飼育下繁殖の成功により、野生個体の採取量が激減した。これにより乱獲が防がれ、生存可能性が高まった。
2010年の研究では、キイロハギの幼魚は海流に乗って漂い、遠く離れた場所で資源を再生させる可能性があることが判明した。この発見により、個体群が幼魚の漂流を通じて遠く離れた場所と繋がる可能性があることが実証された。キイロハギの幼魚は最初に定着したサンゴ礁に留まる。アクアリウムで飼育するために大量に漁獲された結果、1990年代後半までにその資源は崩壊していた。保護のためにハワイ沖に9つの海洋保護区が設立された。幼魚の漂流によりさまざまな場所に定着し、資源は回復しつつある。海洋保護区内で産卵された幼魚が海流に乗って漂い、遠く離れた場所の資源を補充することが明らかとなった。

### 飼育
飼育される海水魚の中では非常に一般的である。2015年には研究者が飼育下での繁殖に成功した。現在は飼育下繁殖個体が日常的に購入できる。野生では最大20センチメートルに達するが、販売される個体は5.1 - 10.2センチメートルの範囲が大半であり、時折15センチメートルほどの大きさの個体も販売される。野生での寿命は30年を超える。
2021年1月以前、アメリカでは一般的に65ドルから70ドル程度で販売されていた。ハワイでの採取が禁止された後、価格は4倍以上の400ドル以上に値上がりした。
攻撃的になることがあり、白点病にかかりやすく、水槽内のサンゴを損傷する可能性がある。飼育下では肉や魚を主原料とした餌が与えられるが、この食事が健康に及ぼす長期的な影響は疑問視されている。しかし動物が提供するアミノ酸などを必要とするため、草食魚であるキイロハギであっても悪影響はないと考えられる。